# Остроруг
Остроруг (пол. Ostroróg)  —  город  в Польше, входит в Великопольское воеводство,  Шамотульский повят.  Имеет статус городско-сельской гмины. Занимает площадь 1,26 км². Население — 1 993 человек (на 2004 год).